# Kraftwerk Tyssedal

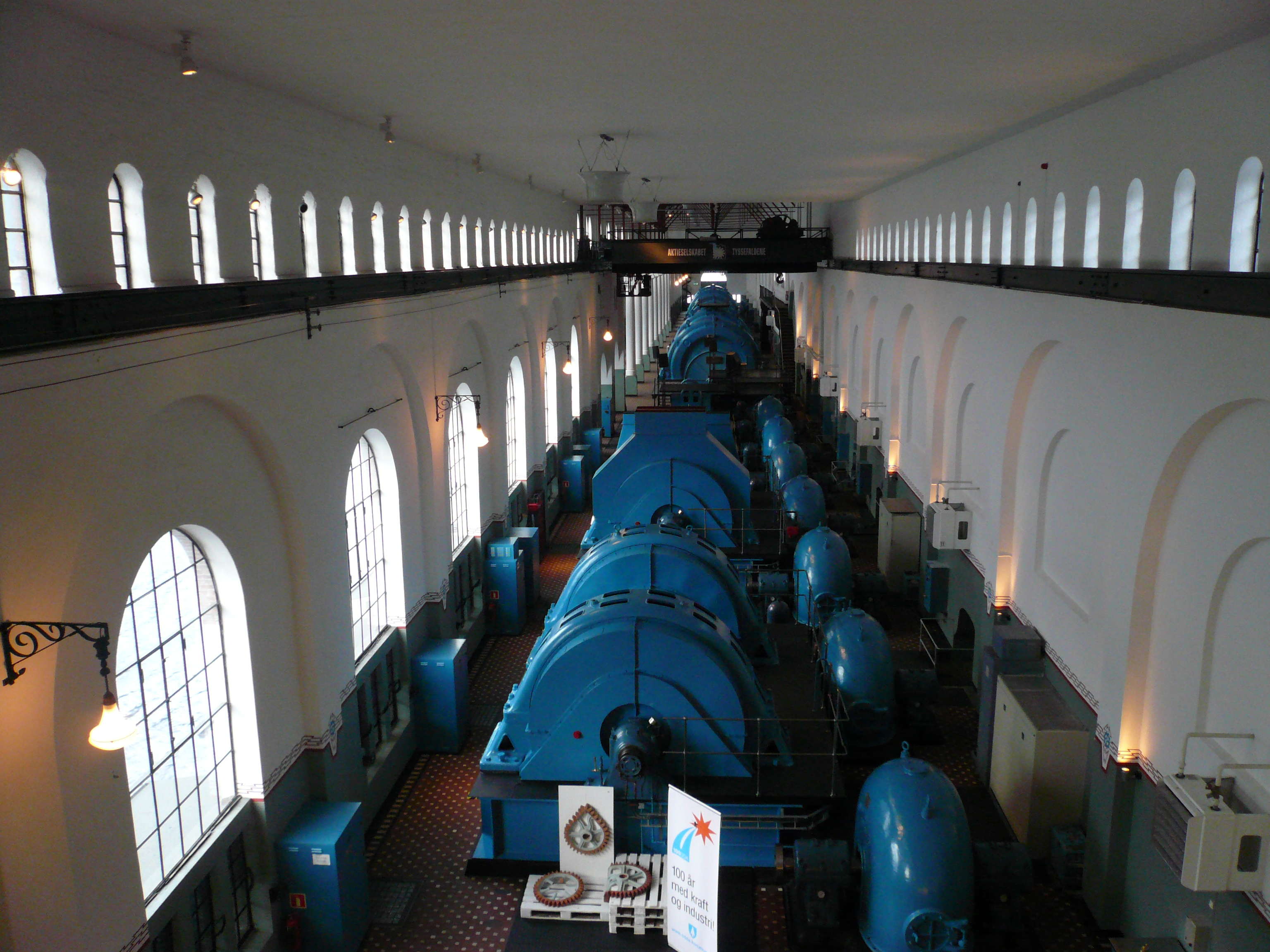
Turbinenhalle

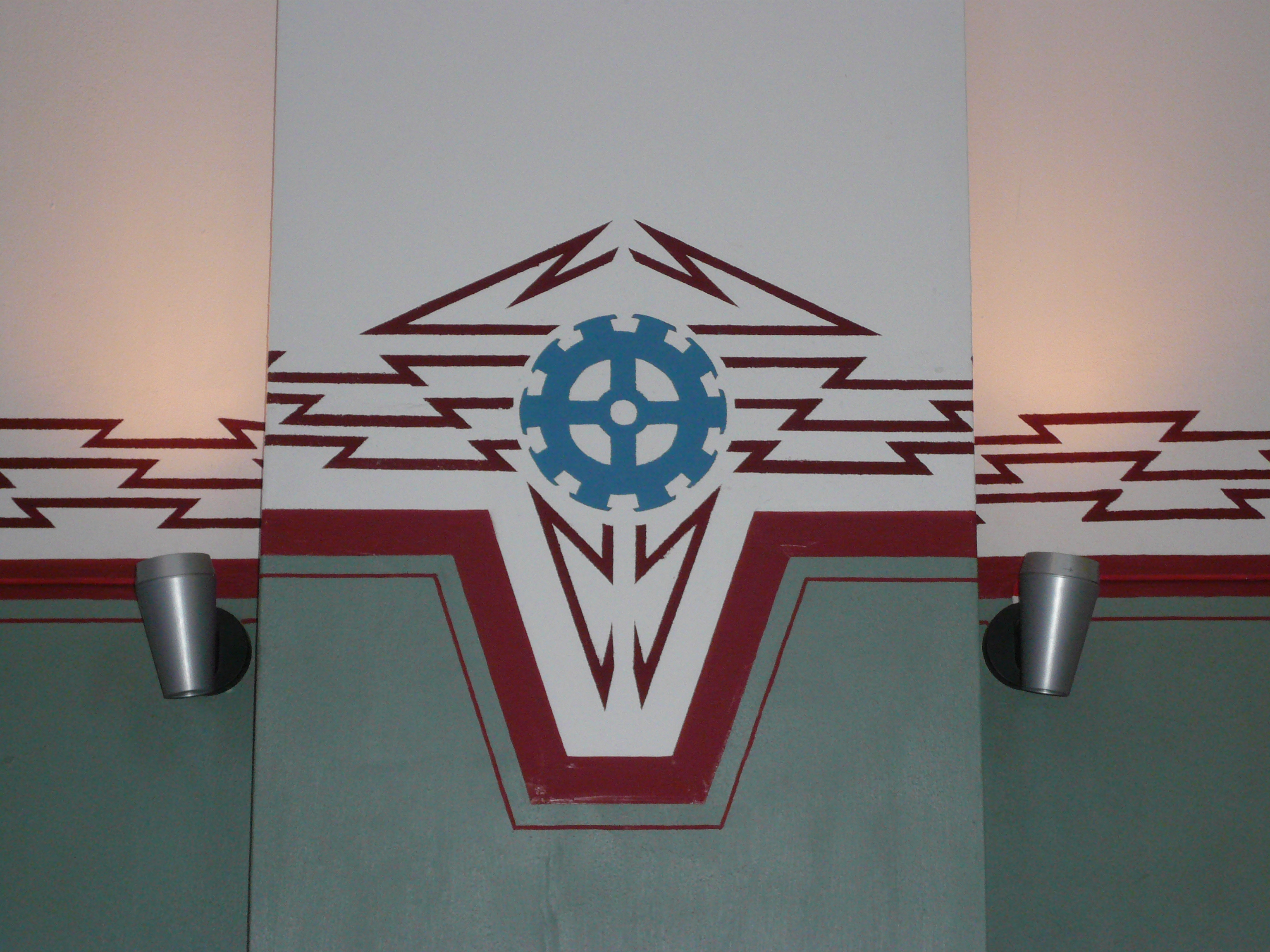
Elektrische Wanddekoration mit Generator in der Turbinenhalle

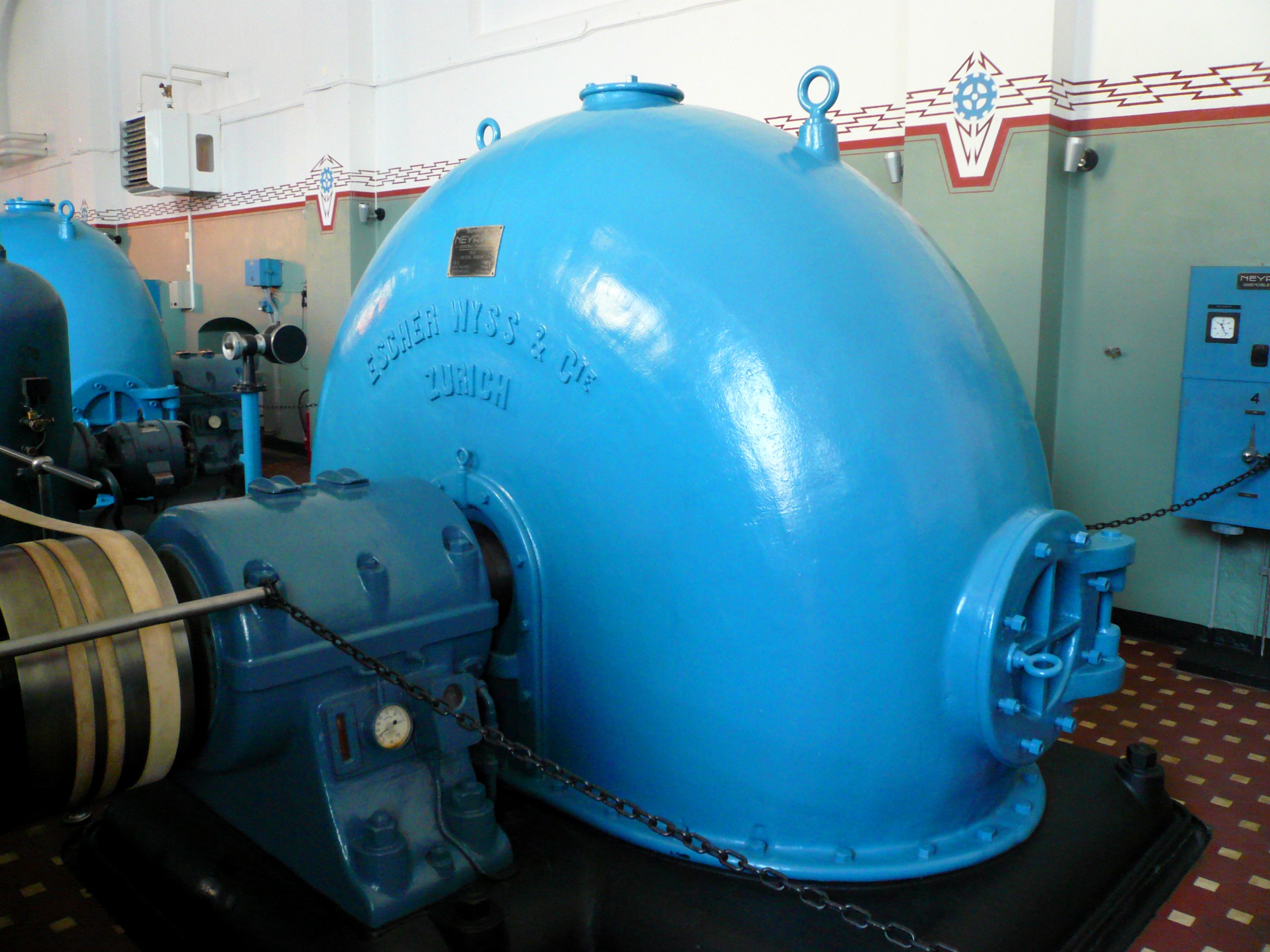
1907 erhielt die Station sechs vertikale Peltonturbinen von Escher Wyss mit einer Leistung von 3400 kW (4620 PS) bei 375/min

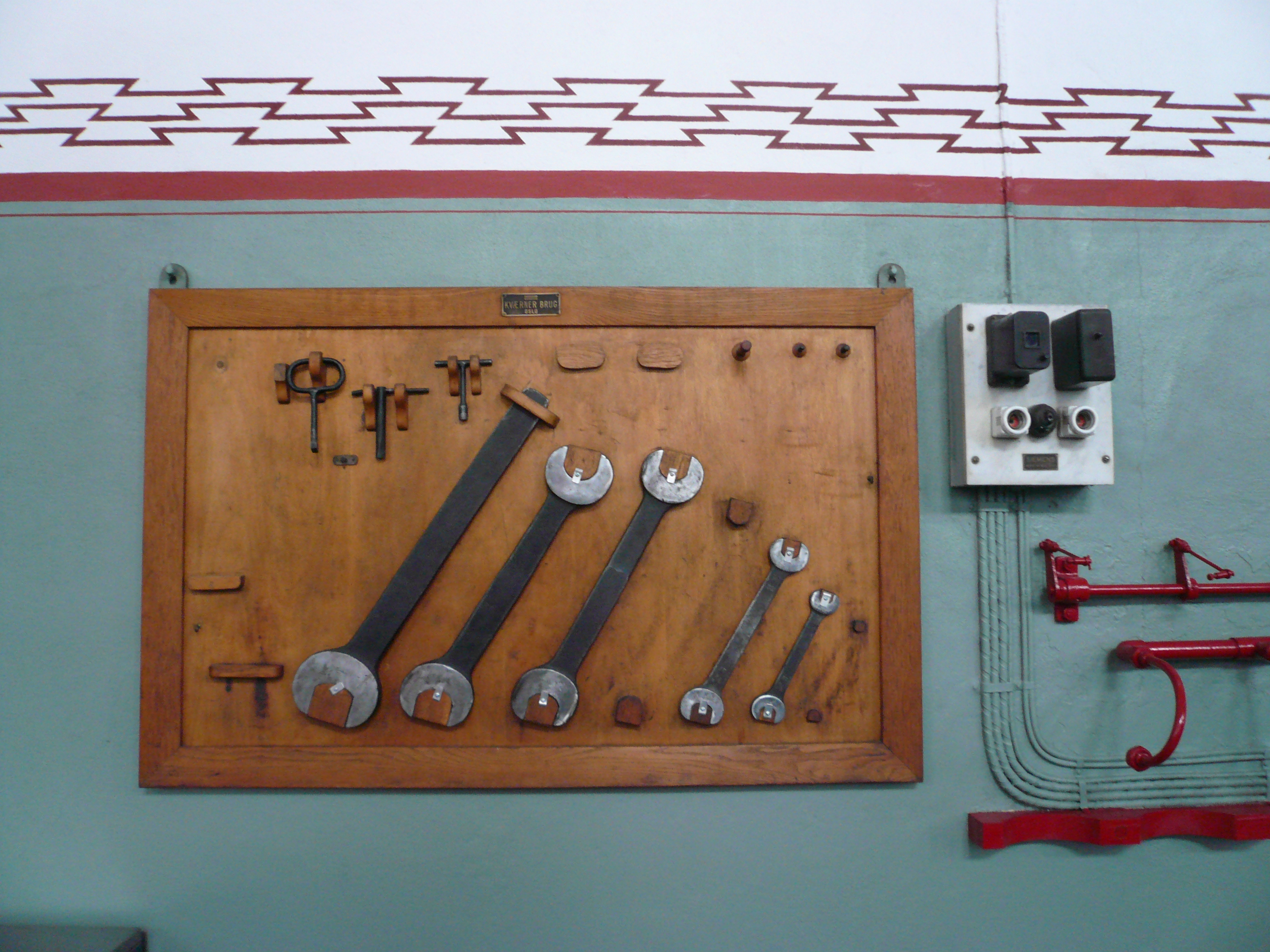
Werkzeuge in der Turbinenhalle

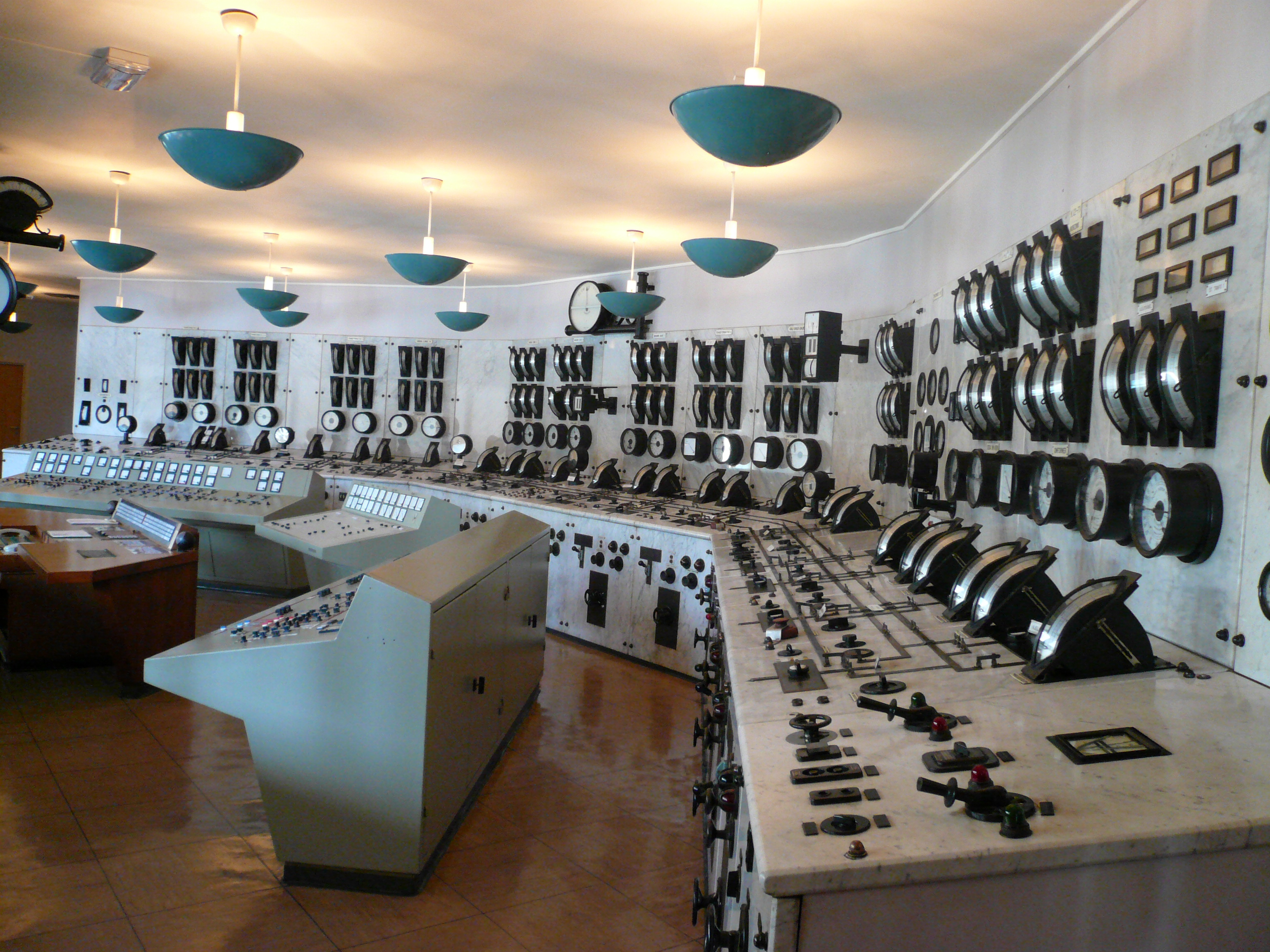
Der Kontrollraum des Kraftwerks, mit drei Generationen von Schalttafeln. Rechts sind die ältesten, ursprünglichen Marmortafeln zu sehen. Als Mågeli und Tysso II in den Jahren 1957 und 1967 fertiggestellt wurden, wurden sie von den mittleren Pulten aus ferngesteuert. Das Pult auf der linken Seite wurde installiert, als das Kraftwerk Oksla Tysso I ersetzte.

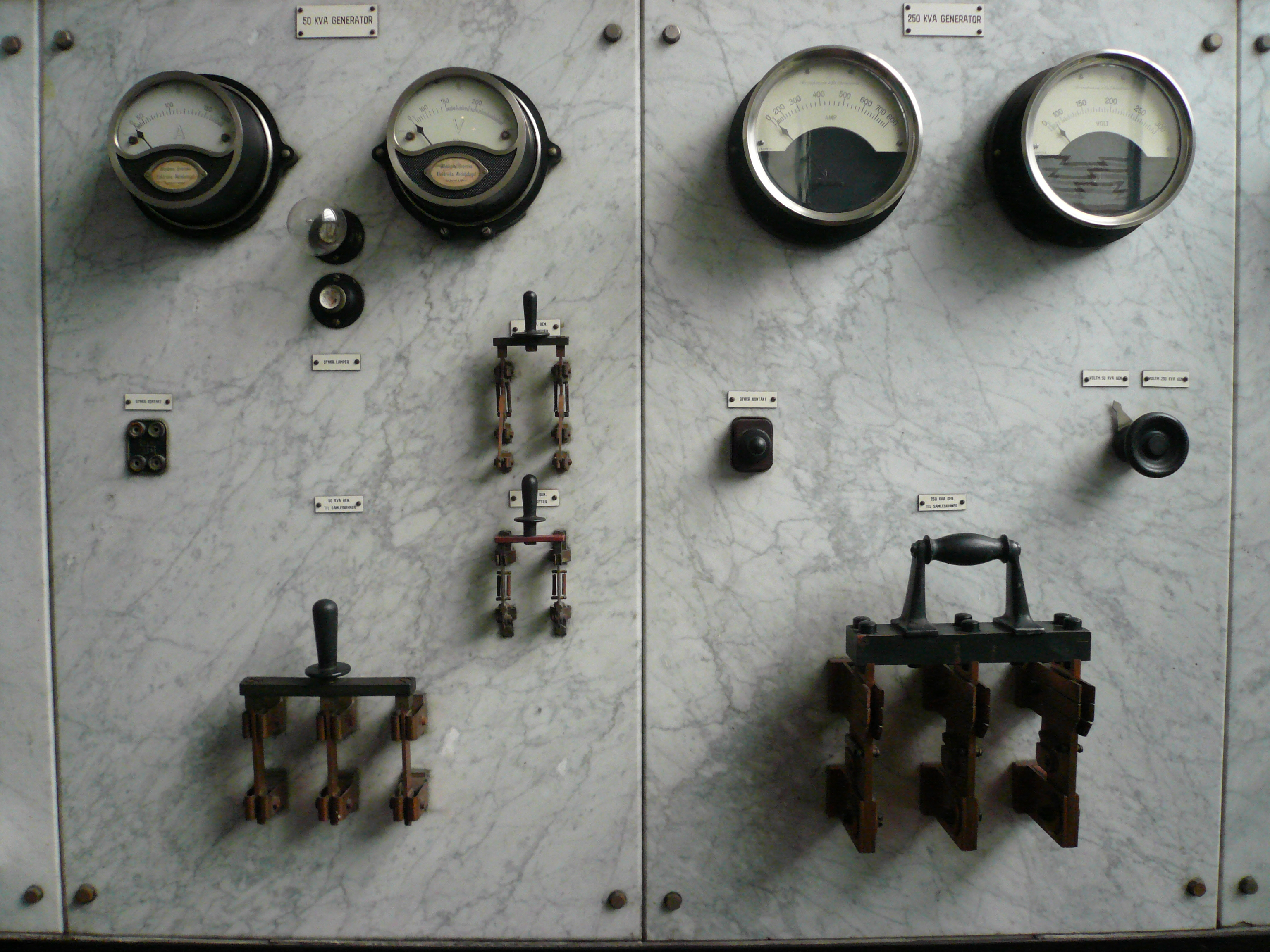
Bedienfeld in der Turbinenhalle

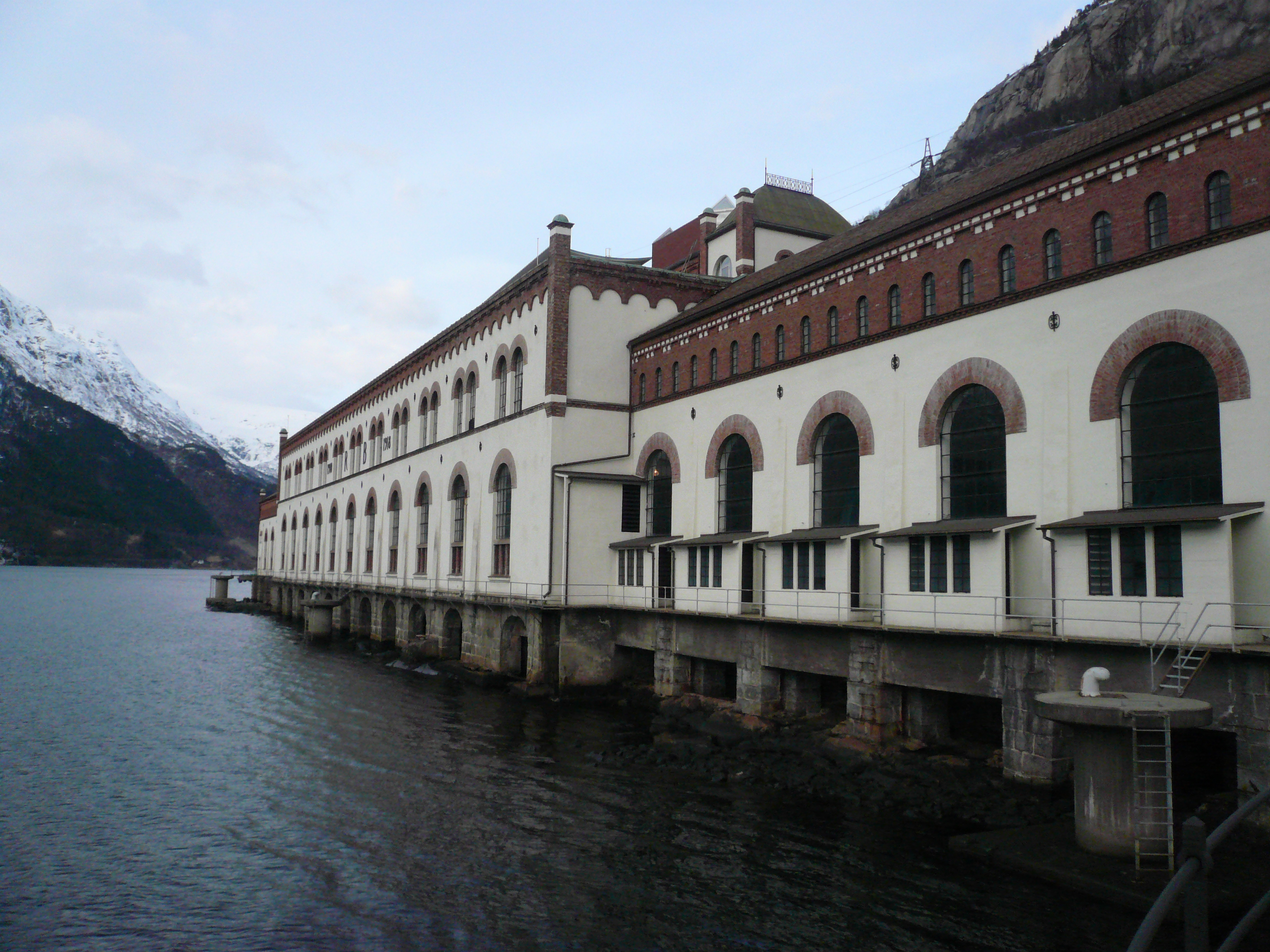
Kraftwerk Tyssedal

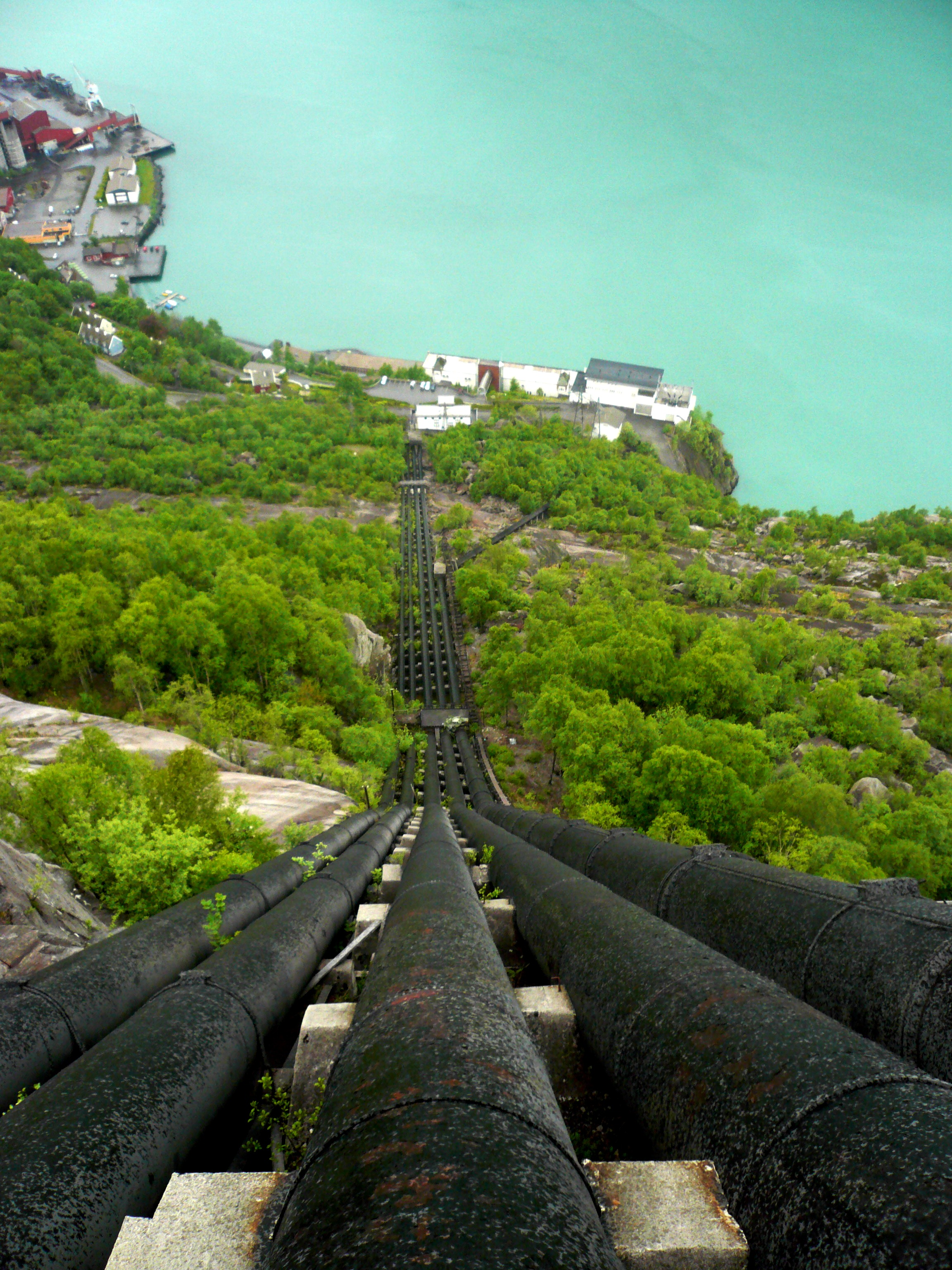
Der Durchlass hatte eine Bruttohöhe von 410 Metern, netto 385 Meter.

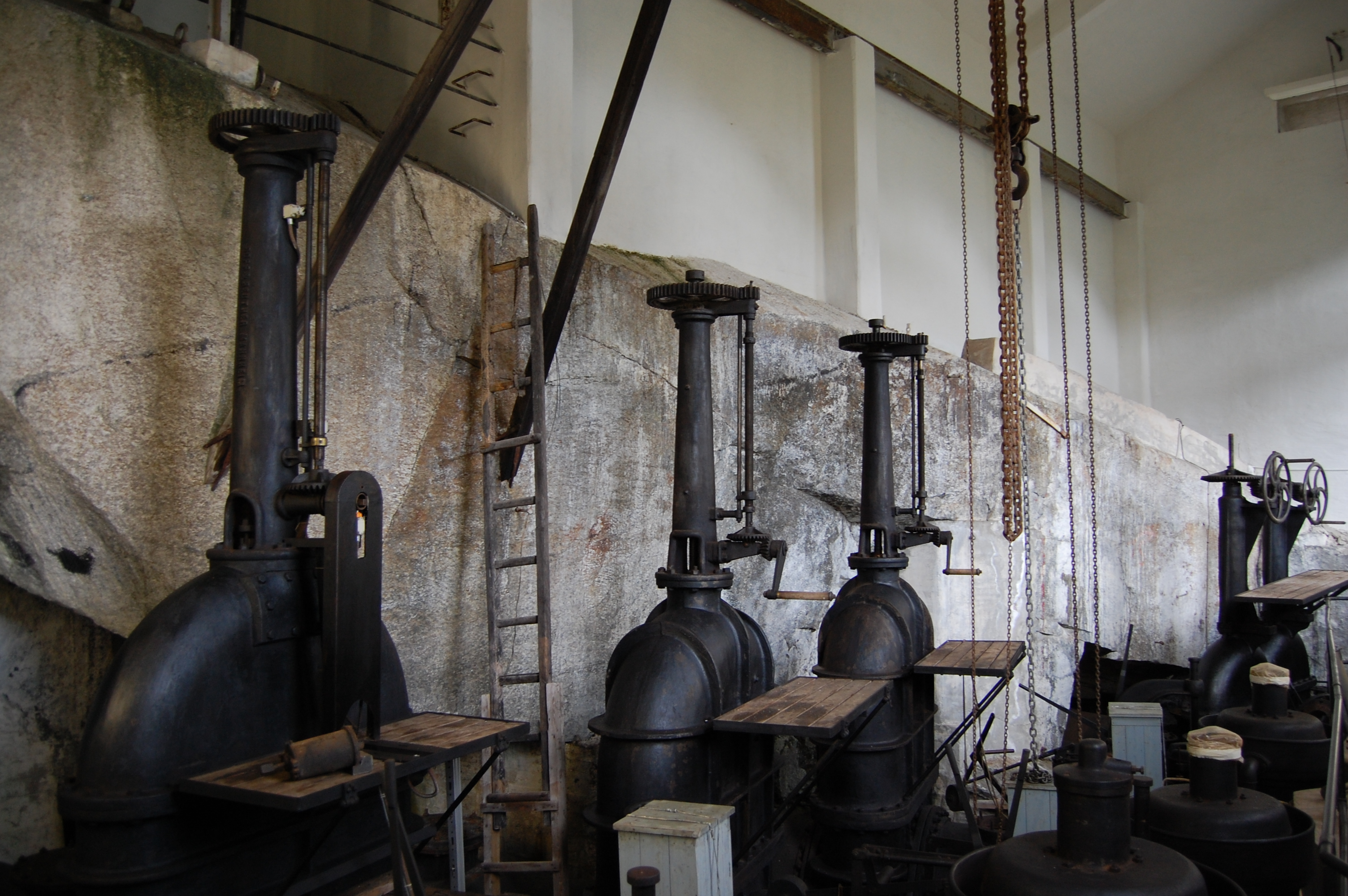
Fünf Hubwinden im Ventilhaus von Lilletopp

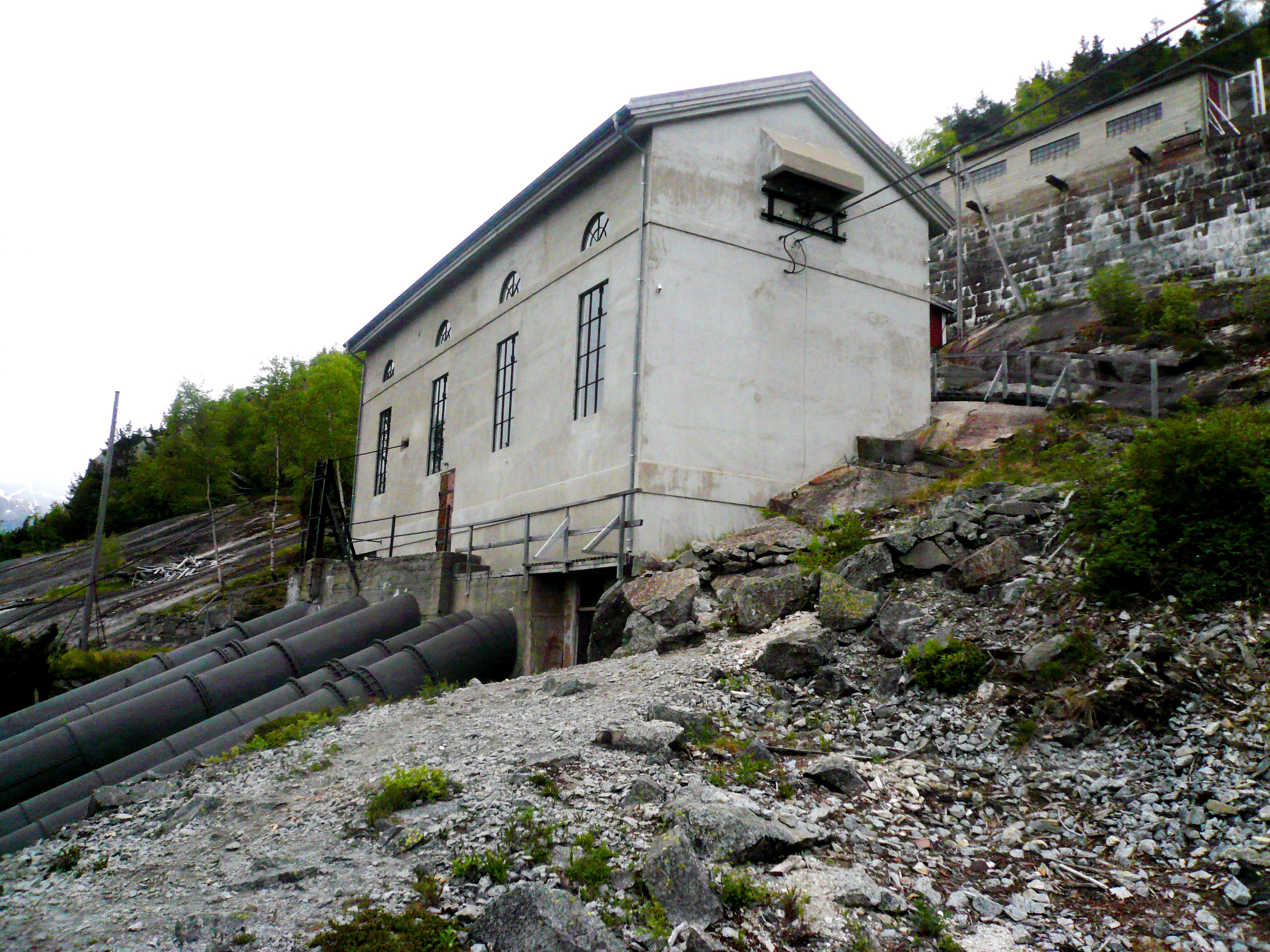
Rohrschieber, Schieberhaus und Verteilerbecken in Lilletopp

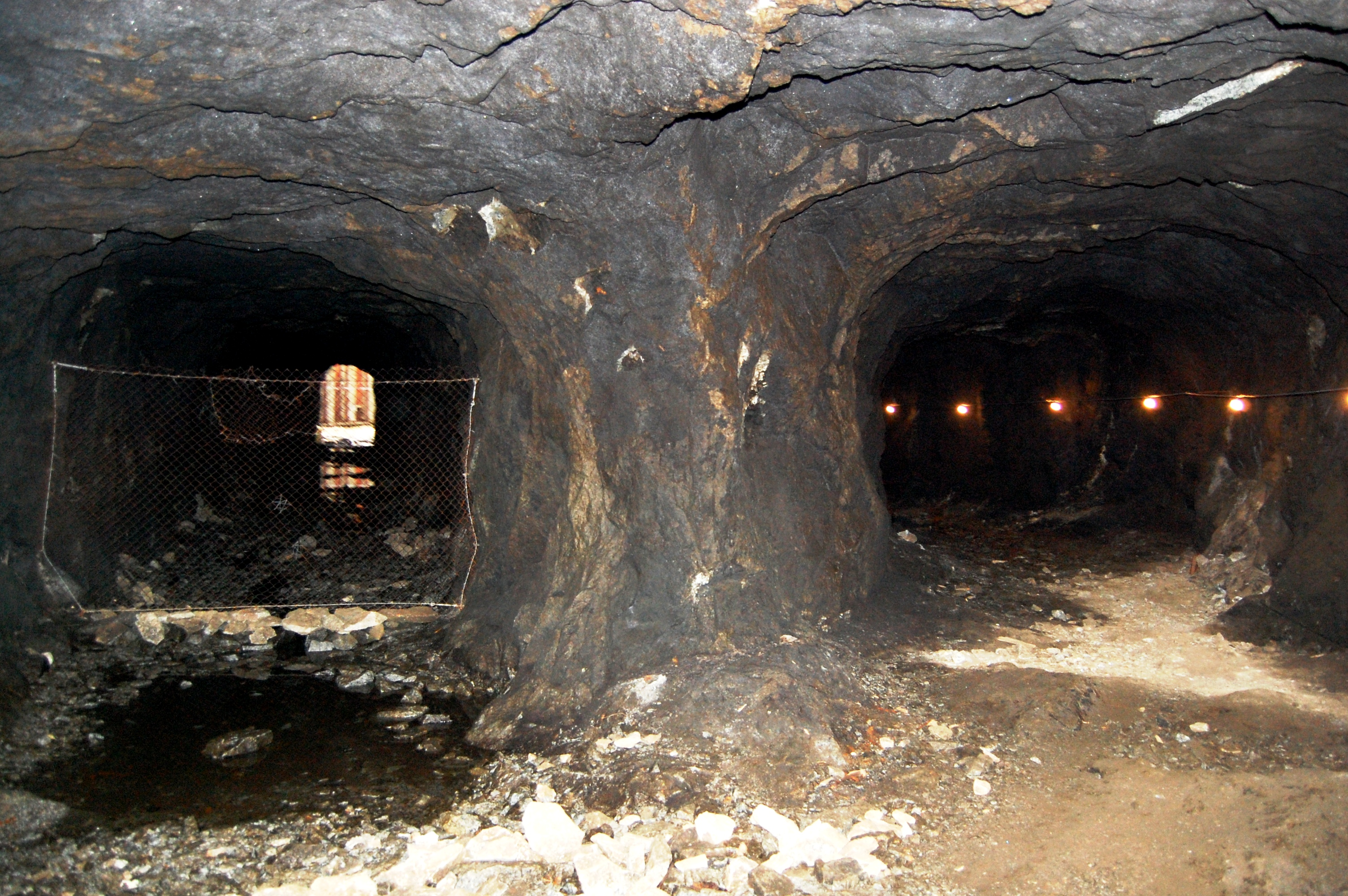
Die Versorgungstunnel sind 3,4 km lang und haben einen Querschnitt von 9,5 und 10 m².

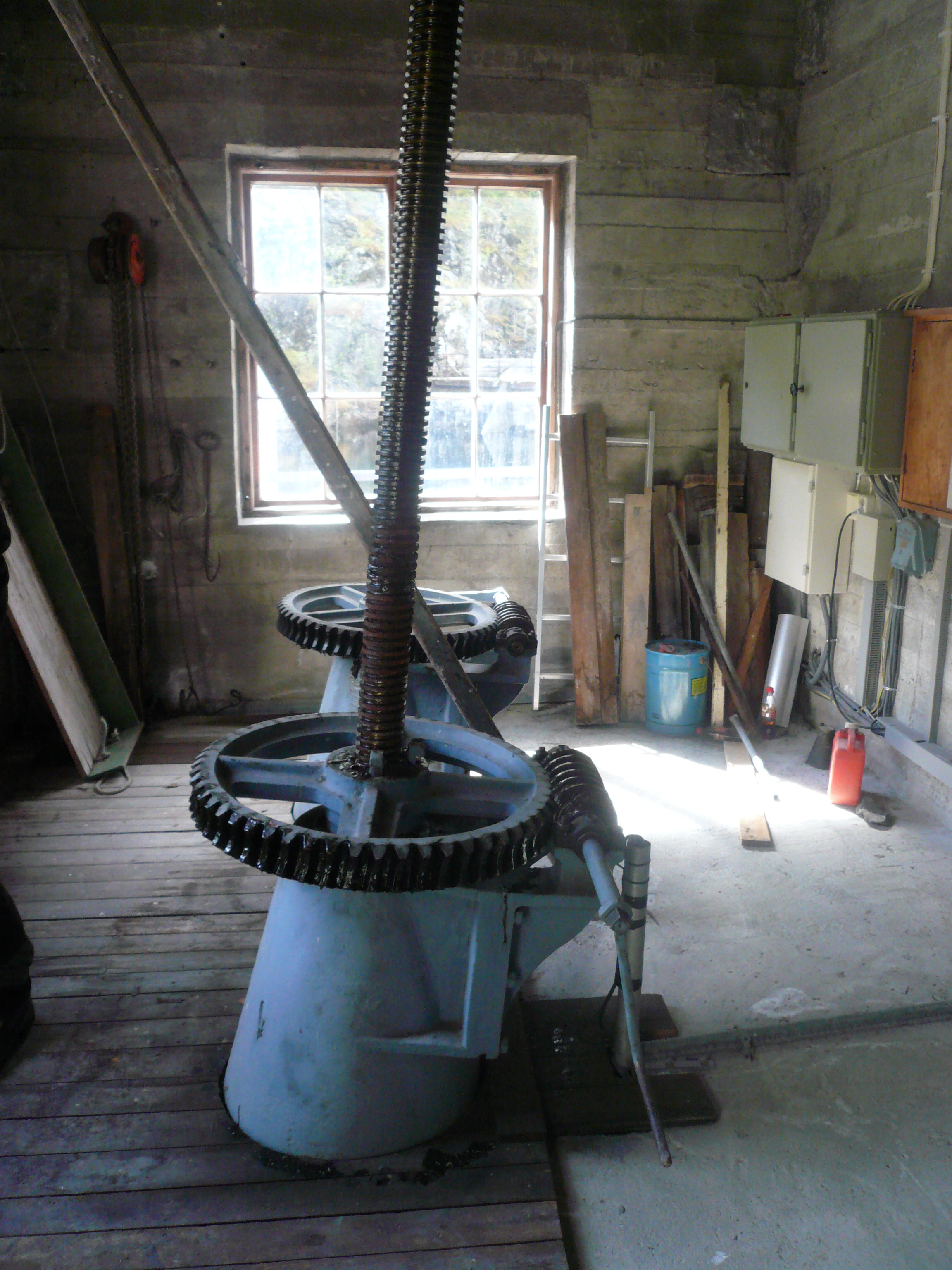
Hubwinde im Ventilhaus von Vetlevann

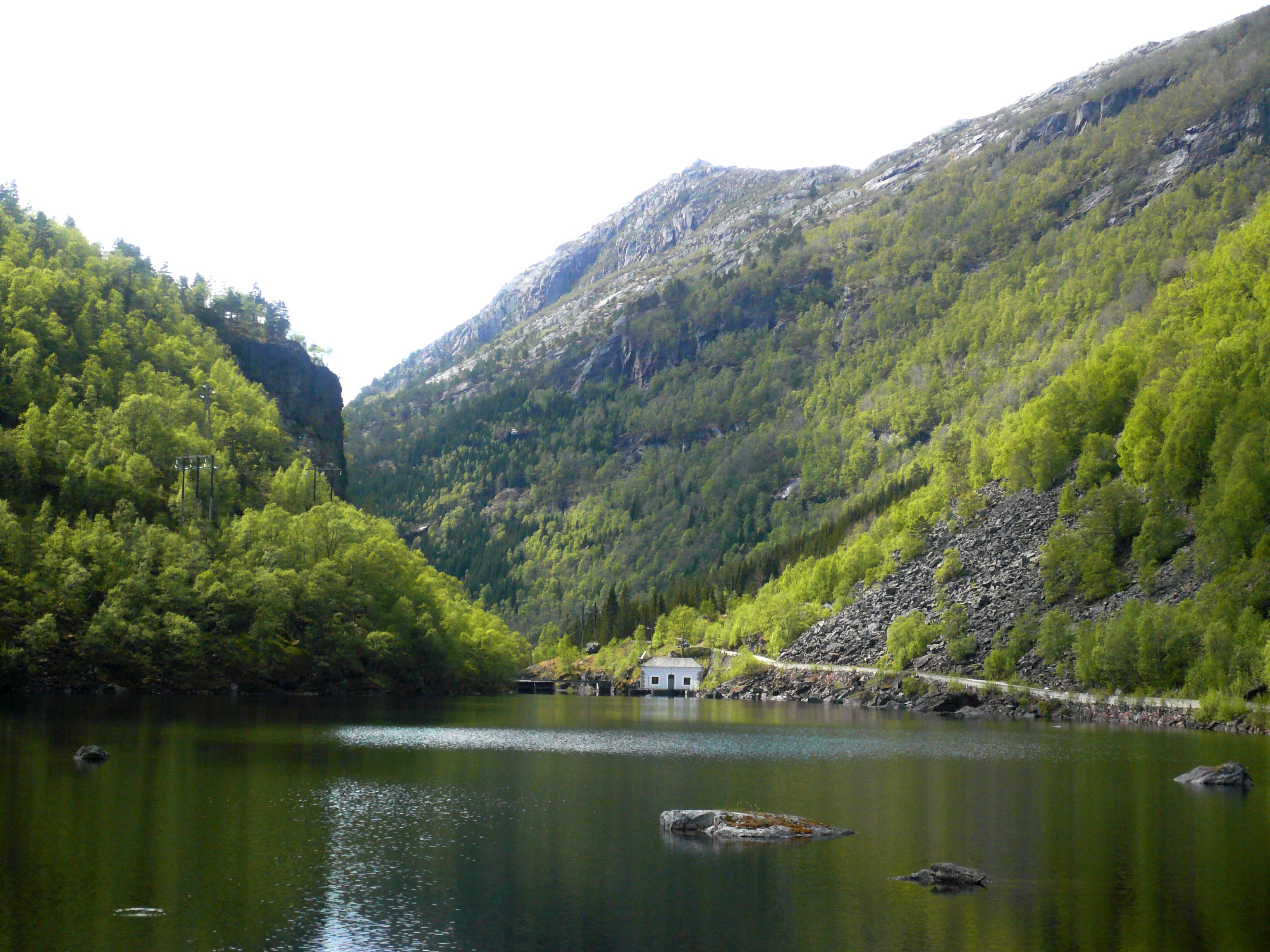
Vetlevann mit Teich und Ventilhaus

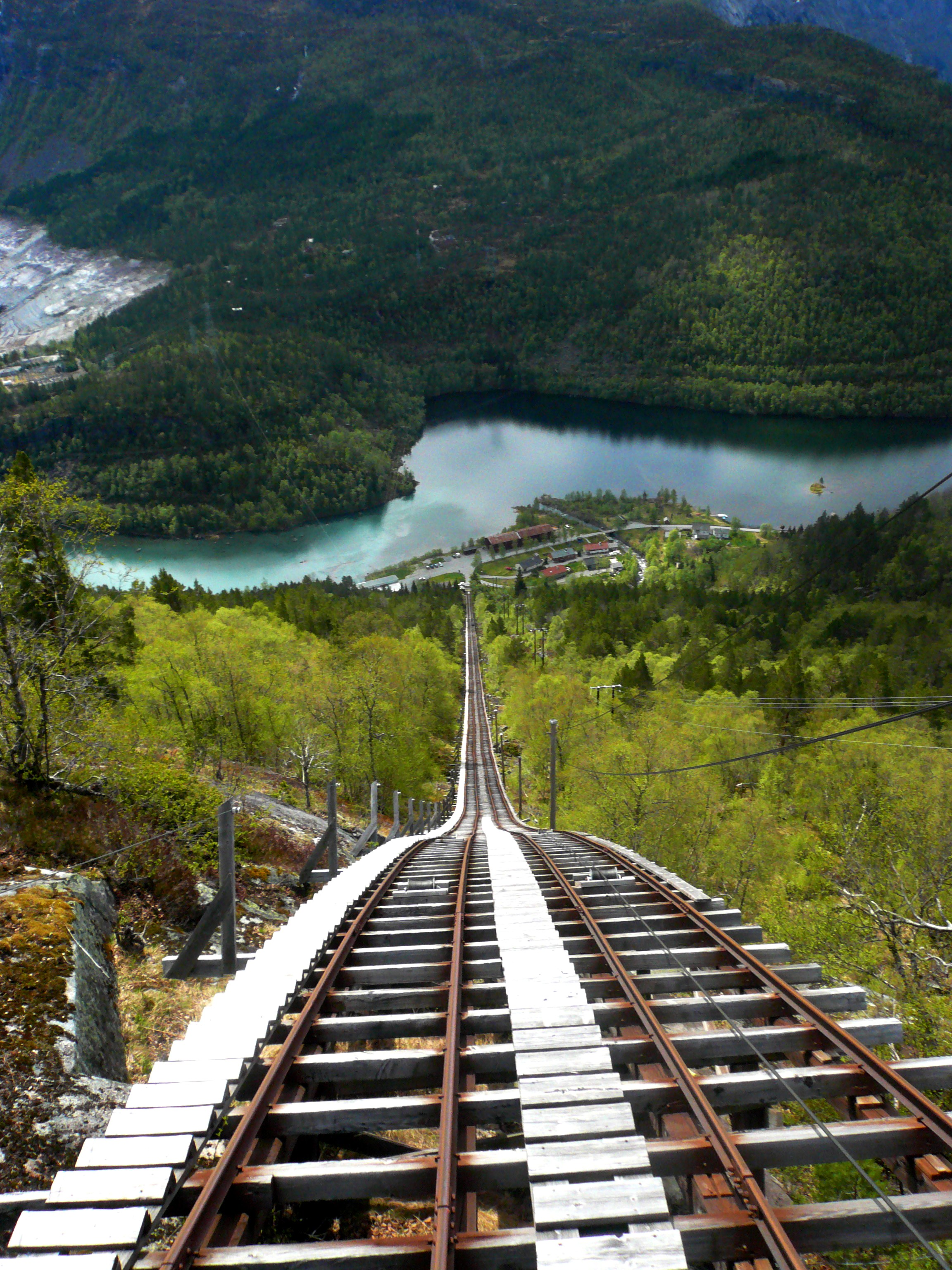
Die Möwenbahn bei Vetlevann wurde 1911–1912 gebaut, um Bauarbeiter und Geräte in die Berge zu transportieren, die im Zusammenhang mit der Sprengung eines 600 Meter langen Tunnels zwischen Øvre und Nedre Bersåvatnet standen. Der Tunnel erhöhte die Wasserversorgung von Vetlevann.

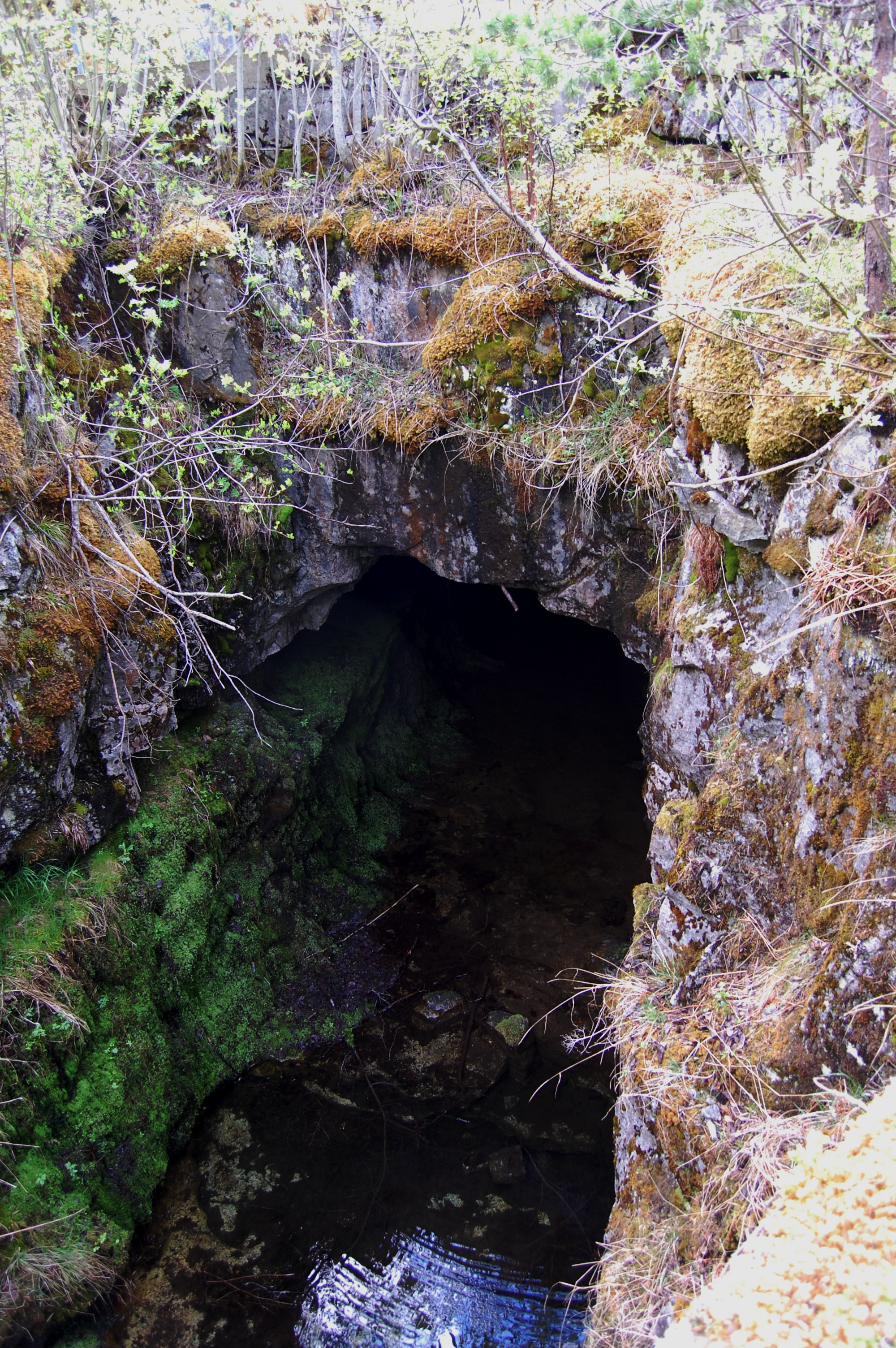
„Schults Tunnel“ war ein regulierter Tunnel zwischen Ringedalsvatnet und Vetlevann.

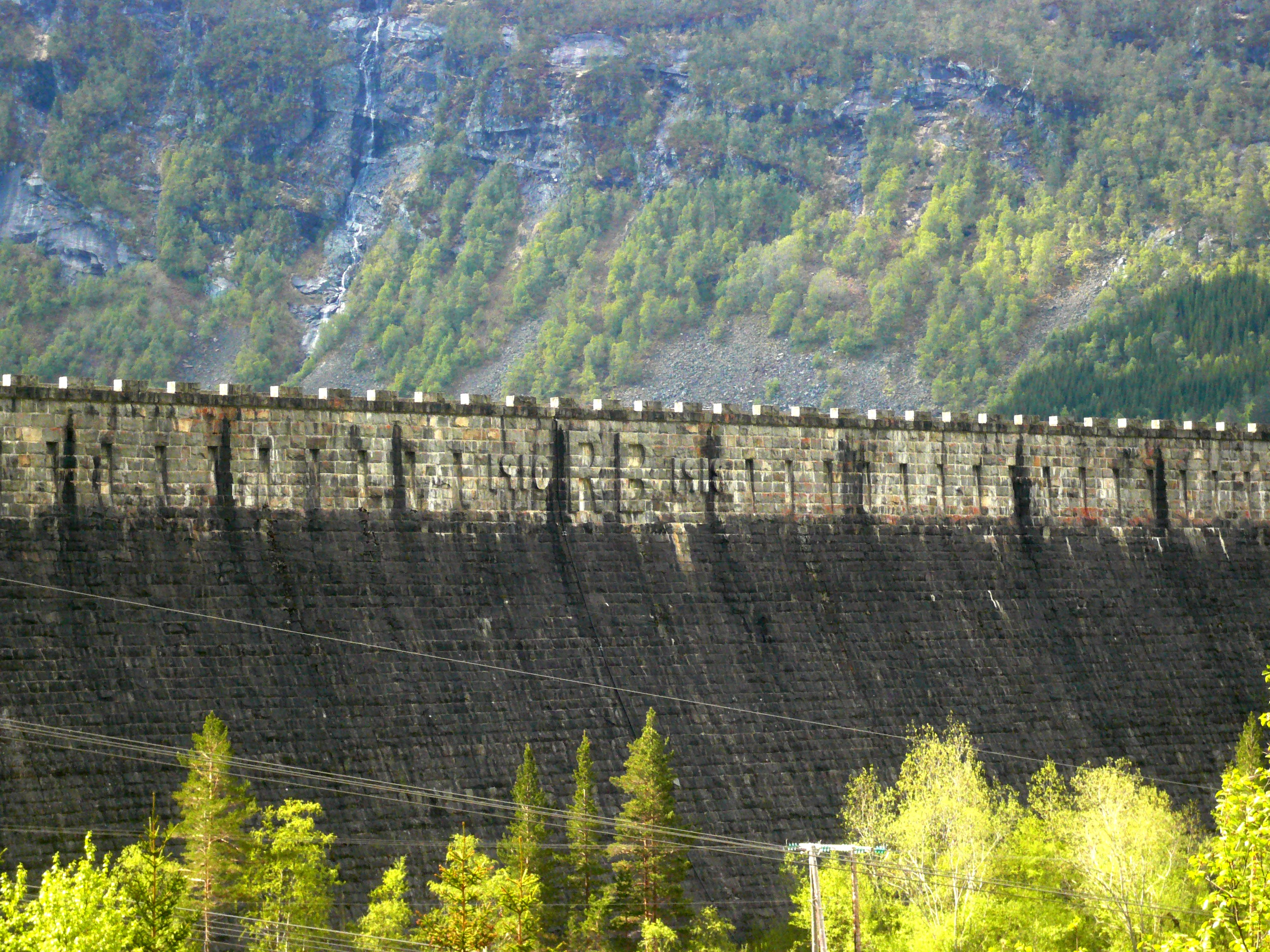
Die Krone des Ringedalsdamms ist mit den Initialen des Generaldirektors Ragnvald Blakstad und den Daten 1910–1918 verziert. Die Buchstaben sind vier Meter hoch.

Das Kraftwerk Tyssedal (auch Tysse I, Tysso I) ist ein Wasserkraftwerk und denkmalgeschütztes technisch-industrielles Kulturdenkmal in Tyssedal in der Gemeinde Ullensvang in Vestland, Norwegen.
Das Kraftwerk liegt an der Nationalstraße 13, sechs Kilometer nördlich von Odda. Das Kraftwerk Tyssedal war das erste Hochdruckkraftwerk Nordeuropas und ist heute das älteste intakte Hochdruckkraftwerk der Welt. Das Kraftwerk nutzte ein Gefälle von etwa 400 Metern im unteren Teil des Tyssovassdraget, vom Vetlevann bis hinunter zum Sørfjorden, und Wasser aus dem Stausee hinter dem Ringedalsdammen. Das Kraftwerk wurde gebaut, um die Karbid- und Cyanamidfabriken in Odda mit Strom zu versorgen. Als das Kraftwerk 1918 fertiggestellt wurde, waren 15 Blöcke mit Pelton-Turbinen mit einer Gesamtleistung von 100 MW installiert. Das Kraftwerk erzeugte Wechselstrom mit einer Frequenz von 25 Hz und hatte eine durchschnittliche Jahresproduktion von 700 GWh. In seiner Blütezeit machten die 15 Generatoren etwa 10 % der gesamten Stromerzeugung in Norwegen aus. Das Kraftwerk war nicht nur ein technologischer Fortschritt, auch die Architektur und die Lage des Gebäudes am Fjord sind bemerkenswert. Die beiden Architekten Thorvald Astrup und Victor Nordan ließen sich von italienischen Kirchen und Kathedralen, aber auch von der Technischen Hochschule in Berlin inspirieren, wo sie ausgebildet wurden. Das Ergebnis ist ein Industriegebäude, das eine starke ästhetische Wirkung hat. Das Kraftwerk wurde von der Gemeinde Odda zur Tusenårssted gewählt und von den Menschen der Provinzen Vestland und Sogn og Fjordane zum „Jahrhundertbauwerk 1905–2005“ ernannt.
Das Kraftwerk war von 1908 bis 1989 in Betrieb. Als eine der größten denkmalgeschützten Anlagen in Nordeuropa wurde das Kraftwerk im Jahr 2000 zum Denkmal erklärt.
Am 19. Juni 2009 wurde das Kraftwerk Tyssedal zusammen mit dem Odda Smelteverk und den Industriestädten Rjukan/Notodden in die vorläufige Liste Norwegens für die UNESCO-Welterbeliste aufgenommen.

## Geschichte
Das Kraftwerk ist um den Tysso-Wasserlauf herum gebaut. Das Einzugsgebiet befindet sich im westlichen Teil des Hardangervidda, wo es eine Reihe von Seen auf etwa 1200 Metern über dem Meeresspiegel gibt. Diese fließen in den Ringedalsvatnet, der bei natürlichem Wasserstand 440 Meter über dem Meeresspiegel liegt. Direkt darunter liegt der Vetlevatn auf etwa 415 Metern über dem Meeresspiegel. Vom Vetlevatn fließt der Fluss Tysso hinunter ins Tyssedal und in den Sørfjord.
Eine wichtige Voraussetzung für das Kraftwerk war der tiefe, eisfreie Sørfjord, der die Ansiedlung einer rentablen Großindustrie mit ganzjährigem Betrieb ermöglichte. In Tyssedal gab es nicht genug Land für die Großindustrie, so dass die größten Stromkunden, die in britischem Besitz befindlichen Karbid- und Cyanamidfabriken, nach Odda verlegt wurden. Noch bevor der Stromausbau am 15. Juni 1906 begann, hatte die Sun Gas Co. unter der Leitung von Alfred Ernst Barton bereits einen Vertrag über den Kauf von 20 000 elektrischen Pferdestärken (etwa 129 000 Millionen Kilowattstunden) für 25 Stromperioden ab dem 1. Mai 1908 unterzeichnet. Mit dem Bau des Kraftwerks wurde im September 1906 begonnen, und im Mai 1908, drei Tage nach Vertragsabschluss, begann die Stromversorgung der Fabrik in Odda über die Odda-Leitungen.

### Aktieselskabet Tyssefaldene
Am 20. April 1906 wurde die Aktieselskabet Tyssefaldene im Büro des Ingenieurs Sam Eyde in Kristiania gegründet. Zu den Gründern des Unternehmens gehörten auch Vize-Heradshøfding Knut Tillberg, Vize-Heradshøfding Marcus Wallenberg, Bankdirektor Knut Wallenberg, Leutnant Allan Abenius, Ingenieur Dr. Albert Johan Petersson, Direktor Fredrik Hjort und Direktor Alf Scott Hansen. Der erste Generaldirektor des Unternehmens war Sam Eyde. Das Aktienkapital betrug 700 000 NOK, und das Unternehmen zahlte 420 000 NOK für die Rechte am Tysso-Wasserlauf. Ein königlicher Erlass erteilte am 10. Mai 1906 eine Lizenz für die Erschließung.
Im August 1906 wurde das Aktienkapital auf 2,5 Millionen NOK erhöht. Im September 1906 begannen die Bauarbeiten in Tyssedal mit voller Kraft. Der Kostenvoranschlag für die erste Bauphase belief sich auf 3,1 Millionen NOK. Der Ausbau des Wasserlaufs wurde von dem Ingenieur Sigurd Brinck geleitet. Die Belegschaft bestand aus rund 500 Männern, und die erste Bauphase wurde in nur eineinhalb Jahren abgeschlossen. Der Bau umfasste einen 6 Meter hohen Regulierungsdamm und einen 160 Meter langen Entwässerungstunnel vom Ringedalsvatnet zum Vetlevatnet. Am Vetlevatnet gab es einen Einlaufdamm, einen 3420 Meter langen und 9,5 m² großen Versorgungstunnel zu einem Verteilerbecken mit einem Schieberhaus und zwei 730 Meter lange Rohrleitungen hinunter zum Kraftwerk.
1910 verkauften Sam Eyde sowie Markus und Knut Wallenberg ihre Anteile an eine Finanzgruppe unter der Leitung von „häradshöfding“ Knut Tillberg. Ragnvald Blakstad übernahm das Amt des Generaldirektors von Sam Eyde. Blakstad leitete die Arbeiten an den Stufen II, III und IV. 1911 übernahm das englische Unternehmen The Hydraulic Power and Smelting Co die Kontrolle über Tyssefaldene, zusammen mit der Trollhättan Elektrochemiske Aktiebolag und der Norsk Elektrisk Metalindustri in Sundløkken, die zuvor von Ragnvald Blakstad geleitet wurde. Das neue Unternehmen wurde von den Schweden Knut Tillberg, Bankdirektor Sven Huldt und Gouverneur C. Cederkrantz. Im Januar 1914 war das Aktienkapital auf 7,2 Millionen NOK angewachsen. Das Kapital kam aus Schweden, Deutschland und England.
Am 9. September 1918 wurde der Ringedalsdamm fertiggestellt und das Kraftwerk in Tyssedal hatte 15 Generatoren mit einer Leistung von 116,7 MW. Der Bau des Kraftwerks hat insgesamt 13 Millionen gekostet. Das war zu einer Zeit, als sechs Kronen pro Tag als sehr guter Lohn für die Bauarbeiter in Tyssedal galten. Im Vergleich dazu lag der Lohn eines Industriearbeiters in Bergen bei etwa zwei Kronen pro Tag.
Zwischen 1906 und 1930 starben insgesamt 17 Menschen bei Unfällen im Zusammenhang mit Bauarbeiten.

### Stufe I (1906–1908)
Der erste Bauabschnitt erforderte die Regulierung des Wasserstands im Ringedalsvatnet, aber nicht den Bau eines Damms mit Stausee. Deshalb wurde zunächst ein 160 Meter langer Regulierungstunnel mit einem Querschnitt von 6,5–7 m² am Ende des Ringedalsvatnet gesprengt. Der Tunnel wurde nach dem Ingenieur Torvald Schult benannt, der 1907 die Arbeiten an dem Tunnel leitete. Mit dem Abzweigtunnel betrug die Regelhöhe für den ersten Bauabschnitt 16 Meter. Das Lukenhaus unterhalb des Damms wird auch „Schultsynken“ genannt.
Am Ende des Vetlevatnet wurde zwischen 1906 und 1908 ein 10 Meter hoher und 30 Meter langer Überlaufdamm aus Pflastersteinen und Zement mit hölzernen Kontrollstiften gebaut. Der Damm war an der Basis 12 Meter und an der Spitze 3 Meter hoch. In der Nähe wurde ein Auffangdamm mit einem Ventilhaus und einem Hebewerk gebaut, das das Wasser in den Versorgungsstollen leitete.
Die Arbeiten am Versorgungstunnel wurden an das Ingenieurbüro Strøm & Hornemann vergeben, und der Bauleiter war Ingenieur Torvald Schult, der erst 23 Jahre alt war, als er den Auftrag erhielt. Der Versorgungstunnel wurde sowohl vom Vetlevatnetnet als auch vom Lilletopp und von 16 Querschlägen entlang des Tunnels aus gesprengt. Arbeitsteams von 6–10 Männern arbeiteten in beiden Richtungen an jedem Querschlag. Der 10 Meter tiefe Tunnel wurde mit Handbohrern, Meißeln und Dynamit ausgebrochen. In sechs der zugemauerten Querschläge wurden Inspektionsluken (Mannlöcher) für die Wartung eingerichtet. Am Verteilerbecken wurde ein Spülstollen für den angesammelten Sand gesprengt, den das Wasser schließlich aus dem Gestein geschliffen hat. Neben dem Verteilerbecken wurde auch ein Pendelschacht ausgesprengt, der mit der Atmosphäre verbunden ist. Der Pendelschacht dient als Druckausgleichsbecken und sorgt für eine gute Regelstabilität bei schnellen Änderungen des Wasserflusses durch das Kraftwerk (Ab- und Zuflüsse).
Das Verteilerbecken in Lilletopp wurde im Voraus mit einbetoniertem Granit vermauert und an der Rückseite zum Fels und zum Versorgungstunnel hin ausgesprengt. Der Überlauf an der Oberseite des Verteilerbeckens lag nur 20 cm höher als der Tunneleinlauf am Vetlevatn. Am Boden des Beckens wurden fünf Verteilerkammern mit Leitungen zum Schieberhaus verlegt. Nur zwei davon wurden in der ersten Bauphase verwendet.
Die beiden Rohrleitungen wurden von Escher Wyss & Cie (Zürich) geliefert und hatten eine Bruttofallhöhe von 410 Metern. Die steilsten Abschnitte des Rohrgrabens hatten eine Neigung von etwa 60 Grad. Die oberen 90 Meter wurden von Moss Mekaniske Verksted (Moss) und die unteren Abschnitte von Thyssen & Co (Mülheim an der Ruhr) geliefert. Die Rohrleitungen bestanden aus Abschnitten von Siemens-Martin-Stahlrohren, die doppelt gekerbt und geschweißt wurden.
Außerdem wurden Kaianlagen, ein provisorisches Kraftwerk (Kraftwerk Sjoarfossen), Seilbahnen, Dienstwohnungen, Kasernen und eine 7 km lange 12-kV-Hochspannungsleitung nach Odda gebaut.
Das Kraftwerk Tysse war ursprünglich 50 Meter lang und wurde nach den Plänen des Architekten Thorvald Astrup gebaut. Im Jahr 1907 wurde das Kraftwerk mit sechs vertikalen Peltonturbinen von Escher Wyss & Cie mit einer Leistung von 3 400 kW (4 620 PS) bei 375 Umdrehungen pro Minute ausgestattet. Die Turbinen waren ursprünglich für eine Nettofallhöhe von 383 Metern ausgelegt, mit einem Balken und einem Laufrad mit 18 einzeln austauschbaren Schaufeln. Die sechs Generatoren waren direkt mit der gleichen Welle wie die Turbinenräder verbunden. Die Generatoren wurden von Allmänna Svenska Elektriska Aktiebolag geliefert, jeder mit einer Leistung von 4100 kVA, insgesamt also 24,6 mVA, was etwa 24 000 kW (33 000 PS) entspricht. Die Generatoren waren Dreiphasenwechselstromgeneratoren, die 25 Hertz Strom erzeugen.
Elektrizität mit einer Spannung von bis zu 12 kV wurde über eine 6,6 km lange Stromleitung zwischen Tyssedal und den Fabriken in Odda übertragen. Die erste Leitung hatte sechs Kupferleitungen (mit zwei Bahnen) von je 110 mm². Die Masten waren größtenteils aus Holz, aber an den Eckpunkten wurden Eisengittermasten verwendet. Am 4. Mai 1908 wurde die Stromproduktion aufgenommen und Strom nach Odda geliefert.
Das Kraftwerk in Tyssedal war eines der ersten Hochdruckkraftwerke in Europa. In dem Dorf Campocologno am Berninapass in der Schweiz, an der Grenze zu Italien, baute die Kraftwerke Brusio AG zwischen 1904 und 1907 das Kraftwerk Campocologno I, das eine Bruttofallhöhe von 418 Metern hatte. Das Kraftwerk hatte ursprünglich 12 Pelton-Turbinen. Diese wurden zwischen 1967-69 durch zwei neue Francis-Turbinen mit einer Leistung von je 25 MW ersetzt.
Die erste Bauphase in Tyssedal, einschließlich des Erwerbs von Rechten und Grundstücken, kostete insgesamt 3,5 Mio. NOK. Nach der ersten Bauphase wurden die Grundstücke von Tyssefaldene mit 23 Mio. NOK bewertet.

### Stufe II (1909–1912)
Das Bahnhofsgebäude wurde 12,5 Meter südlich der ersten Einheit erweitert. Die Erweiterung war die letzte, die der Architekt Thorvald Astrup in Tyssedal entworfen hatte. Ein siebter Block mit 4100 kVA wurde im Herbst 1909 in der Erweiterung installiert.
Zwischen 1909 und 1910 wurde eine neue Übertragungsleitung nach Odda gebaut. Die zweite Leitung verlief weitgehend parallel zur ersten, wurde aber im Gelände etwas nach rechts verlegt. Um Leitungsunterbrechungen in dem besonders erdrutschgefährdeten Gelände zu vermeiden, wurde außerdem ein 700 Meter langer Tunnel unter dem Tveitanuten gesprengt.
Im Laufe des Jahres 1909 begannen die Gründungsarbeiten für den Ringedalsdamm. Außerdem wurden Sprengungen im Zusammenhang mit der nächsten Erweiterung des Kraftwerks und den beiden neuen Rohrleitungen durchgeführt.
Um den Zugang zu den Arbeiten für die Sprengung eines 600 Meter langen Tunnels zwischen Øvre und Nedre Bersåvatnet zu erleichtern, wurde 1911 eine zweigleisige Draisinenbahn von Skjeggedal nach Mågelitopp gebaut. Durch die Regulierung des Øvre Bersåvatnet wurde die Speicherkapazität der Anlage um rund 53 Millionen Kubikmeter Wasser erhöht.
Zwischen 1910 und 1912 wurden zwei neue Rohre mit einem Durchmesser von 1500-1200 mm und einer Wandstärke von 9–35 mm verlegt. Die Rohre wurden von der AG Gustav Kuntze (Worms) geliefert. Eine Rohrleitung war teilweise geschweißt und teilweise genietet, die andere Rohrleitung war rundum geschweißt.
Das Kraftwerk wurde umgebaut und nach den Plänen des Architekten Victor Nordan um 65 Meter nach Norden verlängert. Die Turbinen 8 und 9 wurden ebenfalls von Escher Wyss & Cie geliefert, aber ihre Abmessungen und Leistung wurden stark erhöht. Die Turbinen hatten zwei Laufräder mit je einer Düse an jedem Rad. Bei der Auslieferung wurde eine Leistung von 9 900 kW (13 500 PS) bei 250 Umdrehungen pro Minute und einer Nettofallhöhe von 385 Metern garantiert. Zwei neue Generatoren der Siemens-Schuckertwerke (Berlin) hatten jeweils eine Leistung von 12 000 kVA bei 12 000 Volt und 555 Ampere bei 250 Umdrehungen pro Minute. Damit lieferten die beiden neuen Generatoren so viel Strom wie die ersten sechs zusammen.
1911 wurde hinter dem Bahnhof ein vierstöckiges, 60 Meter langes und 8,5 Meter breites Instrumentengebäude gebaut. Die Instrumente wurden 1911 von British Westinghouse (Manchester) geliefert. Norsk Elektrisk & Brown Boveri in Kristiania war der norwegische Lieferant und Installateur für Westinghouse. Die Schalttafeln wurden aus 45 mm dickem weißem Marmor gefertigt.
Am 27. Februar 1912 unterzeichnete Tyssefaldene einen Vertrag über die Lieferung von zusätzlichen 26.000 kW (36.000 PS) an die Alby United Carbide Factories Ltd. und die umfangreiche Erweiterung der Carbid- und Cyanamidfabriken in Odda. Der Strom sollte ab dem 1. Juli 1913 nach Odda geliefert werden.
Am 16. Mai 1912 wurde das neue Verwaltungshotel von Tyssefaldene (Tyssedal Hotell) eröffnet.

### Stufe III (1913)
In den Jahren 1913–1914 wurde das Kraftwerk mit den Turbinen 10 und 11 von Piccard, Pictet & Cie (Genf) versorgt, die eine Leistung von 9 900 kW (13 500 PS) bei 250 Umdrehungen hatten. Die Generatoren 10 und 11 von The British Westinghouse Electric Mfg. Co. lieferten 9.600 kW bei 250 Umdrehungen. Mit den neuen Generatoren, die jeweils 12 000 Kilovoltampere (kVA) lieferten, hatte das Kraftwerk eine Gesamtleistung von 76 700 kVA.
Parallel zum Ausbau des Kraftwerks in den Jahren 1911–1913 wurden auch die Übertragungsleitungen umgebaut und verstärkt. Die zwölf Kupferdrähte wurden durch 12 Aluminiumdrähte von je 450 mm² ersetzt. Die Holzmasten wurden ersetzt und die Eisenmasten verstärkt. Die Masten, die die Spannweite von rund 250 Metern über den Fluss Tysso stützen, erhielten doppelte Eisenmasten. Die Gittermasten hatten drei Querarme und die Kabel wurden in einem regelmäßigen Sechseck verlegt. Auch der Tunnel unter der Tveita-Strecke wurde auf 1200 Meter verlängert. Der Tunnel hatte einen quadratischen Querschnitt von 3 m², wobei auf jeder Seite des Tunnels sechs Leitungen verlegt wurden. Im Zusammenhang mit dem Ausbau der Zyanamidfabrik wurden auch zwei eisenbandbewehrte Bleikabel von je 3 × 120 mm² in einem Graben zwischen den Mastreihen verlegt. Für die Zyanamidkabel wurden Kabelbrücken über die Flüsse Tysso und Opo gebaut.
1913 baute Tyssefaldene auch die Versammlungshalle Festiviteten in Tyssedal, die von dem Architekten Torgeir Alvsaker entworfen wurde.
Auf der Hauptversammlung von Tyssefaldene am 21. August 1913 wurde die Genehmigung zum Beginn der vierten Bauphase erteilt.

### Stufe IV (1914–1918)
Im Jahr 1914 wurde das Verwaltungsgebäude Tyssefaldene fertiggestellt. Im folgenden Jahr wurde das Werkstattgebäude südlich des Bahnhofs von dem Architekten Victor Nordan entworfen. Das Werkstattgebäude wurde von dem Architekten Charles Hoff entworfen und 1916 fertiggestellt.
1914 wurde die Speicherkapazität des Ringedalsdammen durch den Bau eines neuen Entwässerungstunnels zwischen Ringedalsvatnet und Vetlevann um 300 Millionen Kubikmeter erhöht.
Zwischen 1914 und 1915 wurde zwischen Vetlevann und Lilletopp ein neuer paralleler Tunnel von 3430 Metern Länge aufgefahren. Dieser Tunnel wurde mit Maschinen aufgefahren und hatte einen Querschnitt von 10 m². Auch das Fassungsvermögen des Verteilerbeckens in Lilletopp wurde auf 4500 m³ erhöht.
Von Lilletopp aus wurde in den Jahren 1915–1916 die fünfte Pipeline gebaut. Die Pipeline wurde von der AG Ferrum (Katowice) zusammengebaut und geliefert und war zu dieser Zeit die größte der Welt. Die Pipeline hatte einen Durchmesser von 1700–1250 mm mit einer Wandstärke von 10–26 mm. Die Leitungen bestanden aus 5–8 Meter langen, miteinander verschweißten Rohren. Der untere Teil des Rohrs hat Stahlbandagen, um dem Innendruck standzuhalten. Die Pipeline versorgte zwei Turbinen mit je 16000 l Wasser.
Das Kraftwerk wurde um 47 Meter verlängert, wodurch es eine Gesamtlänge von 175 Metern und eine Grundfläche von 2125 m² erhielt. Der Nordflügel wurde von dem Architekten Victor Nordan entworfen, als architektonische Fortsetzung des ersten Bauabschnitts von Thorvald Astrup. Im Jahr 1916 wurde die Turbine 12 installiert. Sie hatte nur ein Laufrad, dafür aber zwei Düsen. Die Turbine wurde von Piccard, Pictet & Cie geliefert und hatte eine Leistung von 9.900 kW (13.500 PS). Generator 12 mit 12.000 kVA wurde von British Westinghouse geliefert und war vom gleichen Typ wie Nr. 10 und 11.
1916 wurden alle Holzmasten durch Eisenmasten ersetzt. Im selben Jahr nahm auch Det Norske Nitridaktieselskap (Nitriden) die Aluminiumproduktion in Tyssedal auf.
In den Jahren 1917–1918 wurden die Turbinen 13 und 14 installiert. Dies waren damals die größten Peltonturbinen der Welt. Die Turbinen wurden von Piccard, Pictet & Cie geliefert und hatten eine Leistung von 12 000 kW (16 000 PS). Die beiden neuen Generatoren mit einer Leistung von 14 000 kVA wurden von den Siemens-Schuckertwerken geliefert.
1918 wurde die Einheit 0 am südlichen Ende des Kraftwerks installiert. Die 7 400 kW (10 000 PS) starke Turbine wurde von The Pelton Water Wheel Co (USA) mit einem Generator von Westinghouse Pittsburgh geliefert. Nachdem es viele Probleme mit dem Generator gegeben hatte, wurde dieser nach kurzer Zeit ausgetauscht.
Der Ringedalsdamm wurde am 9. September 1918 fertiggestellt. Der Damm ist 520 Meter lang, 33 Meter hoch und besteht aus 80.367 m³ Stein und Beton. Der Damm ist mit 100.000 Blöcken aus handbehauenem Granit ausgekleidet.
Der Damm entwickelte schließlich große Probleme mit Leckagen. Versuche, Beton zu injizieren, waren nicht erfolgreich, und das Ingenieurbüro Chr. F. Grøner plante den Bau einer neuen Dammplatte auf der Innenseite des bestehenden Damms. Die Pionierarbeit des Gießens mit Gleitschalung wurde 1929 begonnen, und die Bauarbeiten wurden von der Baufirma AS Høyer-Ellefsen durchgeführt. Dies war wahrscheinlich das erste Mal, dass die Gleitschalungstechnik in Norwegen eingesetzt wurde. Die Dammplatte wurde zwei Meter von der ursprünglichen Granitverkleidung entfernt gegossen und wird von 1700 horizontalen Trägern (Druckstäben) gestützt. Die Dammplatte ist 20–47 cm dick und hat eine Fläche von 9700 m². Die Dammplatte wurde in 68 Abschnitten mit 1 horizontalen und 38 vertikalen Dehnungsfugen gegossen. Die Fugen wurden ursprünglich mit Kupferblechen, Bitumen und Asphalt abgedichtet. Die Arbeiten wurden 1931 abgeschlossen.
Die Änderungen am Kraftwerk Tyssedal erhöhten die Gesamtleistung auf eine Turbinenleistung von 104.000 kW (142.000 PS) und eine Generatorleistung von 125.000 kVA. Bei einem durchschnittlichen Wasserdurchfluss von 24 m³/s konnte das Kraftwerk jährlich 74.000 kW (100.000 PS) liefern.

## Stilllegung
Ein Rohrbruch im Herbst 1980 führte dazu, dass vier der fünf Zuflussrohre ausfielen. Die verbleibende Leitung und zwei der Generatoren waren bis Dezember 1989 in Betrieb, als die Stromerzeugung des Kraftwerks endgültig eingestellt wurde. Die Produktion wurde vom Kraftwerk Oksla übernommen, das das gesamte 465 Meter lange Gefälle vom Ringedalsdammen zum Sørfjorden nutzt.

## Museum
Das Kraftwerk Tyssedal ist heute Teil des Kraftmuseet (Norsk Vasskraft- og Industristadmuseum), das die Geschichte der Wasserkraft und der industriellen Revolution in Norwegen durch Führungen durch das alte Kraftwerk, Diashows und Ausstellungen erzählt. Die Anlage wird auch für kulturelle Veranstaltungen genutzt, und in der Mitte des Kraftwerks befindet sich eine temporäre Bühne. Das Gebäude ist besonders für seine ausgeprägte Akustik bekannt, die es zu einem geeigneten Konzertort macht. In der 180 Meter langen Maschinenhalle wurden auch schon Bankette und Abendessen veranstaltet, und das Kraftwerk ist mit der Statkraftstova verbunden, die Räume vermietet und Konferenzmöglichkeiten bietet.

## Schutz
Das Kraftwerk ist eines der vollständigsten industriekulturellen Umgebungen Norwegens, und deshalb hat der Bezirksrat von Hordaland am 11. November 1993 seinen Vorschlag für einen Beschluss zur Erhaltung eingereicht. Am 15. Mai 2000 genehmigte die Riksantikvaren den Schutz des Kraftwerks Tyssedal. Seitdem sind umfangreiche Restaurierungsarbeiten durchgeführt worden. Der Schutz umfasst das Kraftwerksgebäude mit dem Inneren der Maschinenhalle, dem Kontrollraum, dem Rohrkeller und den Produktionsanlagen in diesen Räumen sowie alle Außenanlagen aus der Zeit von 1908 bis 1988; außerdem das Äußere des Werkstattgebäudes, des Rohrschiebers und des Verteilerbeckens; das Innere, Äußere und die Anlagen in den anderen Gebäuden und das Wärterhaus; sowie den Einlaufdamm Vetlevann und das Schieberhaus mit Innen- und Außenanlagen. Zwischen 2000 und 2007 wurde die Anlage mit einem Kostenaufwand von 46,7 Millionen NOK restauriert.